# Varje steg för oss närmare varann
"Varje steg för oss närmare varann" är en sång av Tomas Ledin från 1996. Den finns med på hans femtonde studioalbum T (1996), men utgavs också som singel samma år.
Låten spelades in i Polar Studios med Lasse Anderson och Tomas Ledin som producenter. Singeln gavs ut som CD och b-sidan var en akustisk version av titelspåret. Singeln tog sig inte in på den svenska singellistan och heller inte på Svensktoppen.
"Varje steg för oss närmare varann" finns även med på samlingsalbumen Sånger att älska till (1997) och Festen har börjat (2001). Den har inte spelats in av någon annan artist.

## Låtlista
1. "Varje steg för oss närmare varann" – 4:16
2. "Varje steg för oss närmare varann" – 4:00 (akustisk)

### Fotnoter
1. 1 2 3  ”Tomas Ledin”. Svensk mediedatabas. Arkiverad från originalet den 25 juli 2014. https://web.archive.org/web/20140725173941/http://smdb.kb.se/catalog/search?q=Tomas+Ledin&x=0&y=0. Läst 17 januari 2013.
2. ↑  ”Varje steg för oss närmare varann”. Hitparad. http://swedishcharts.com/showitem.asp?interpret=Tomas+Ledin&titel=Varje+steg+f%F6r+oss+n%E4rmare+varann&cat=s. Läst 17 januari 2013.
3. ↑  ”Svensktoppen 1996”. Sveriges Radio. http://sverigesradio.se/diverse/appdata/isidor/files/2023/3492.txt. Läst 17 januari 2013.